# Muyeveld
Muyeveld of Muijeveld is een buurtschap in de gemeente Wijdemeren in de Nederlandse provincie Noord-Holland.
De buurtschap heeft ongeveer 80 inwoners (2005) en ligt aan de Loosdrechtse plassen.
Voor de gemeentelijke herindeling van 2002 behoorde Muyeveld tot de Utrechtse gemeente Loosdrecht.
Dorpen: Ankeveen · 's-Graveland · Kortenhoef · Nieuw-Loosdrecht · Nederhorst den Berg · Oud-Loosdrecht

Buurtschappen: Boomhoek · Breukeleveen · Hinderdam · Horstermeer · Muyeveld · Overmeer

Noord-Holland: Steden en dorpen in Noord-Holland      Nederland: Provincies · Gemeenten